# Arnold Deichmann

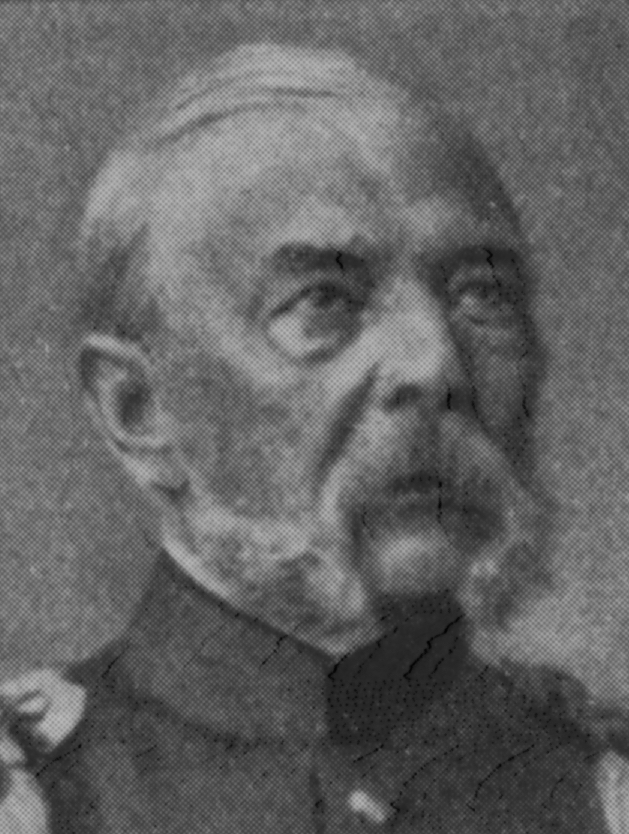
Arnold Deichmann

Ludewig Wilhelm Arnold Heinrich Deichmann (auch: Heinrich Deichmann) (* 20. Mai 1800 in Hannover; † 18. Juni 1870 ebenda) war ein deutscher Lehrer, Offizier, Autor, Geodät und Kartograf. Für die niedersächsische Landeshauptstadt hat er besondere Bedeutung durch seine teilweise noch heute brauchbaren Kartierungen der Stadt.

## Leben

### Militärische und Lehrerlaufbahn
Arnold Heinrich Deichmann war der Sohn eines Kanzlisten der Regierung. Am 1. Mai 1814, noch vor Vollendung des 14. Lebensjahres und vor seiner Konfirmation, trat er während der sogenannten Franzosenzeit  in das Militär ein; in die englisch-deutsche King’s German Legion als Kanonier und Kadett. Auf dem Zug zur Schlacht bei Waterloo gegen die Truppen Napoleon Bonapartes wurde er als „Feldguide“ eingestellt, und nach seiner Rückkehr aus Brabant in Hannover als Zeichner angestellt in der königlichen Bibliothek des Herzogs von Cambridge.

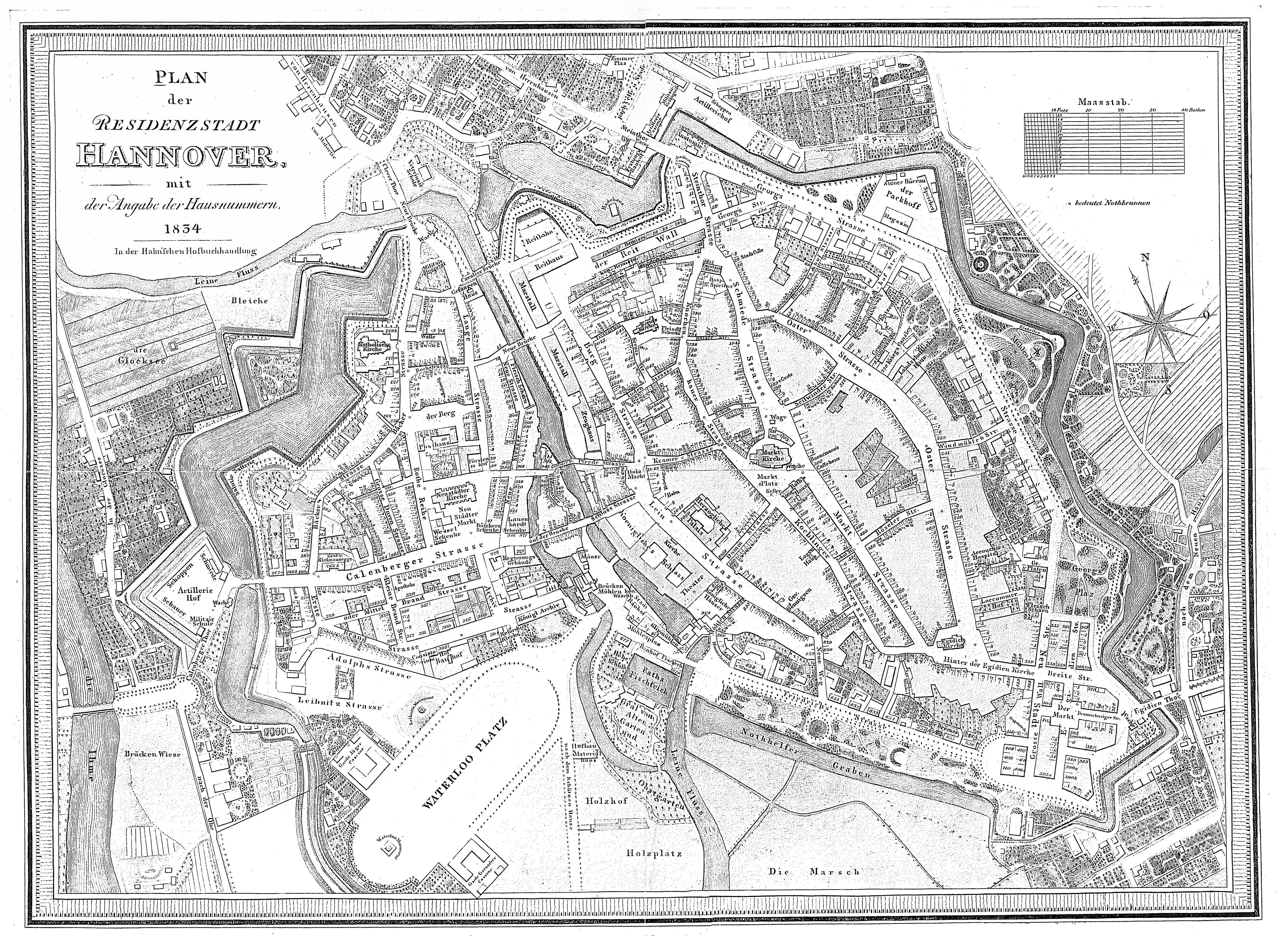
Stadtplan Hannover 1834; auf dem westlichsten Ravelin in der Verlängerung der Calenberger Straße die „Militärschule;“
Verlag Hahn’sche Hofbuchhandlung

Die Stellung als Zeichner in der Königlichen Bibliothek hielt Deichmann, bis er nach dem durch den Wiener Kongress neu errichteten Königreich Hannover am 18. Juni 1816 zum Second-Lieutenant der Artillerie befördert wurde. Er blieb in seiner Garnison in Hannover und besuchte in dieser Zeit die dortige Artillerieschule, stieg 1818 zum „Ecole-Adjutant“ auf.
1820 wurde Deichmann erneut befördert zum Premier Lieutenant und zugleich nach Stade versetzt. Dort wurde er, neben seinem Militärdienst, von zivilen Behörden, Ämtern und Gemeinden mit verschiedenartigen „Kommissionen“ beauftragt, für die besondere mathematische und technische Kenntnisse notwendig waren. Schließlich erhielt Deichmann 1829 eine Anstellung als Mathematiklehrer an der in Stade neu errichteten Kavallerie-Akademie, bis diese 1833 vereinigt wurde mit der „allgemeinen Militär-Akademie“ in Hannover.
Auf Veranlassung seines früheren Lehrers und dann verstorbenen Major vom Generalstab, Wilhelm Müller, trat Deichmann eine zivile Stelle an der Höheren Gewerbeschule (heute: Gottfried Wilhelm Leibniz Universität Hannover) in Hannover an und quittierte deshalb zunächst seinen militärischen Dienst im Rang eines Kapitäns. Nachdem er jedoch vier Jahre lediglich zivil unterrichtet hatte in den praktischen mathematischen Fächern Geometrie und geometrisches Zeichnen, gründete Deichmann parallel eine eigene, privat betriebene Lehranstalt für die wissenschaftliche Ausbildung von Kadetten sowohl der Artillerie als auch der Kavallerie. Neben dem Lehramt an der Höheren Gewerbeschule stand er dem privaten Institut als Direktor bis 1843 vor.
Um Ostern 1843 wurde Deichman durch seinen Landesherrn, König Ernst August von Hannover, zum Kapitän und Kompanie-Kommandeur ernannt und in diesem Rang zugleich an die neu gegründete „königliche Kadettenanstalt“ berufen. Dieser erneute „aktive Militärdienst“ bedingte wiederum einen Verzicht auf das bisherige Lehramt an der Höheren Gewerbeschule.
Am 27. Mai 1854 wurde Deichmann schließlich zum Major befördert und wechselte am 20. Mai 1856 in den Ruhestand.

### Bücherstiftung
Ein Geschenk von Arnold Heinrich Deichmann an die Bibliothek der ehemaligen Artillerieschule in Hannover findet sich heute in der Gottfried Wilhelm Leibniz Bibliothek. Der ehemalige Offizier der Artilleriebrigade hatte „seine besondere Verbundenheit“ wie folgt zum Ausdruck gebracht:

„Seinen früheren Vorgesetzten und Cameraden der Königl. Artillerie-Brigade in aufrichtigster Ehrerbietung Hannover den 10. Juni 1856 der Verfasser A. Deichmann Major a. D.“

### „Ruhestand“ und Stadtkartierung
Nachdem die Stadt Hannover 1859 mit der sogenannten „Vorstadt“ auf einen Schlag 13 umliegende ehemalige Ortschaften eingemeindet hatte, wurde der Militär im Ruhestand 1859 mit einer exakten Vermessung der Stadt beauftragt: Am 23. Juni 1860 richtete er das erste städtische Vermessungsbüro ein und begann im Auftrag des Rates der Stadt die „erste systematische und wissenschaftlich einwandfreie Vermessung des Stadtgebietes“.
In den nächsten zehn Jahren hat Deichmann bis zu seinem Tode insbesondere die neu eingemeindeten Ortschaften aufgemessen. Dabei hat er unter anderem durch Fluchtung eine „Netzverdichtung“ ausgeführt, Ortschafts- und Übersichtskarten erstellt und spezielle Hausrisse angefertigt. Die Ergebnisse seiner Arbeiten sind zum Teil noch heute (Stand: 2009) brauchbar.

## Werke
- Neue Tafeln zur Erleichterung der Praxis des Segelns im größten Kreise. Hannover 1856 (gedrucktes Manuskript in Deutsch und Englisch)[4]

## Ehrungen
- Die 1935 in der Nordstadt von Hannover angelegte Deichmannstraße, ursprünglich benannt nach dem Major Arnold Deichmann, wurde 1936 umbenannt in Mohrmannstraße nach dem Architekten Karl Mohrmann.[10] Anstelle der zuerst nach dem Major benannten Straße ehrte dann die 1938 angelegte Deichmannstraße im Stadtteil List den Major und Kartografen mit ihrer Namensgebung.[11]